# Stavre, Trollhättan

Stavre (Stavrelund) är en stadsdel i östra delen av Trollhättan med cirka 2 200 invånare.
I de äldsta kvarteren återfinns småhusbebyggelse från tiden närmast efter sekelskiftet 1900. Övriga hus är uppförda från 1920-talet till början av 1950-talet, och är en blandning av villor och flerbostadshus.